# Holzhausen (Hatzfeld)
Holzhausen is een plaats in de Duitse gemeente Hatzfeld, deelstaat Hessen, en telt 521 inwoners (2004).